# إيوان بايرز
إيوان بايرز (بالإنجليزية: Euan Byers)‏ هو لاعب كرلنغ بريطاني، ولد في 30 يوليو 1974 في دامفريس ‏ في المملكة المتحدة.

## وصلات خارجية
- إيوان بايرز على موقع الاتحاد الدولي للكرلنغ (الإنجليزية)
- إيوان بايرز على موقع اللجنة الأولمبية الدولية (الإنجليزية)
- إيوان بايرز على موقع أوليمبيديا (الإنجليزية)
- إيوان بايرز على موقع اللجنة الأولمبية البريطانية (الإنجليزية)